# Flanby
Pour la pièce de théâtre, voir Flamby le Magnifique.

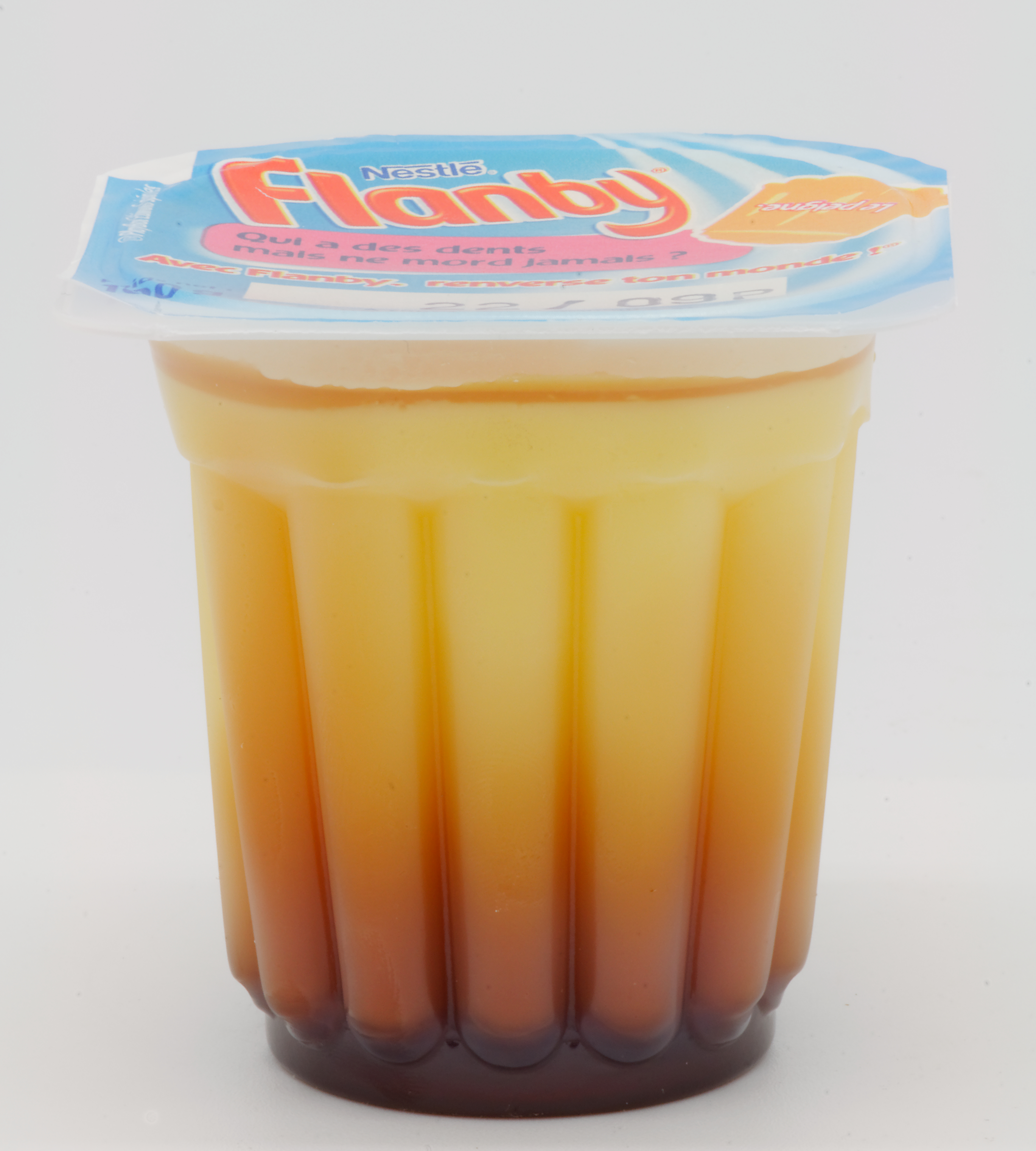
Flanby (Nestlé).

Le Flanby (souvent orthographié à tort avec un « m ») est une marque commerciale française de dessert de type flan, composé de lait gélifié au caramel, commercialisée par Lactalis Nestlé produits frais, une coentreprise des groupes agroalimentaires Nestlé et Lactalis, et vendue dans des pots de matières plastiques.

## Étymologie
Flanby a probablement pour racine l'appellation « flan », et le suffixe « by » par anglicisme. Flanby renvoie au mot anglais « flabby » (« flasque »)[réf. nécessaire].

## Historique
La marque Flanby est créé en 1967 par l'entreprise Chambourcy en France. En 1996, la marque passe dans le giron de Nestlé, lors du rachat de Chambourcy.
« Flanby » est l'un des surnoms donnés à François Hollande par ses détracteurs, du fait de son caractère supposé mou et indécis,,,. Arnaud Montebourg aurait été le premier à le dénommer ainsi dès 2003.

## Ingrédients

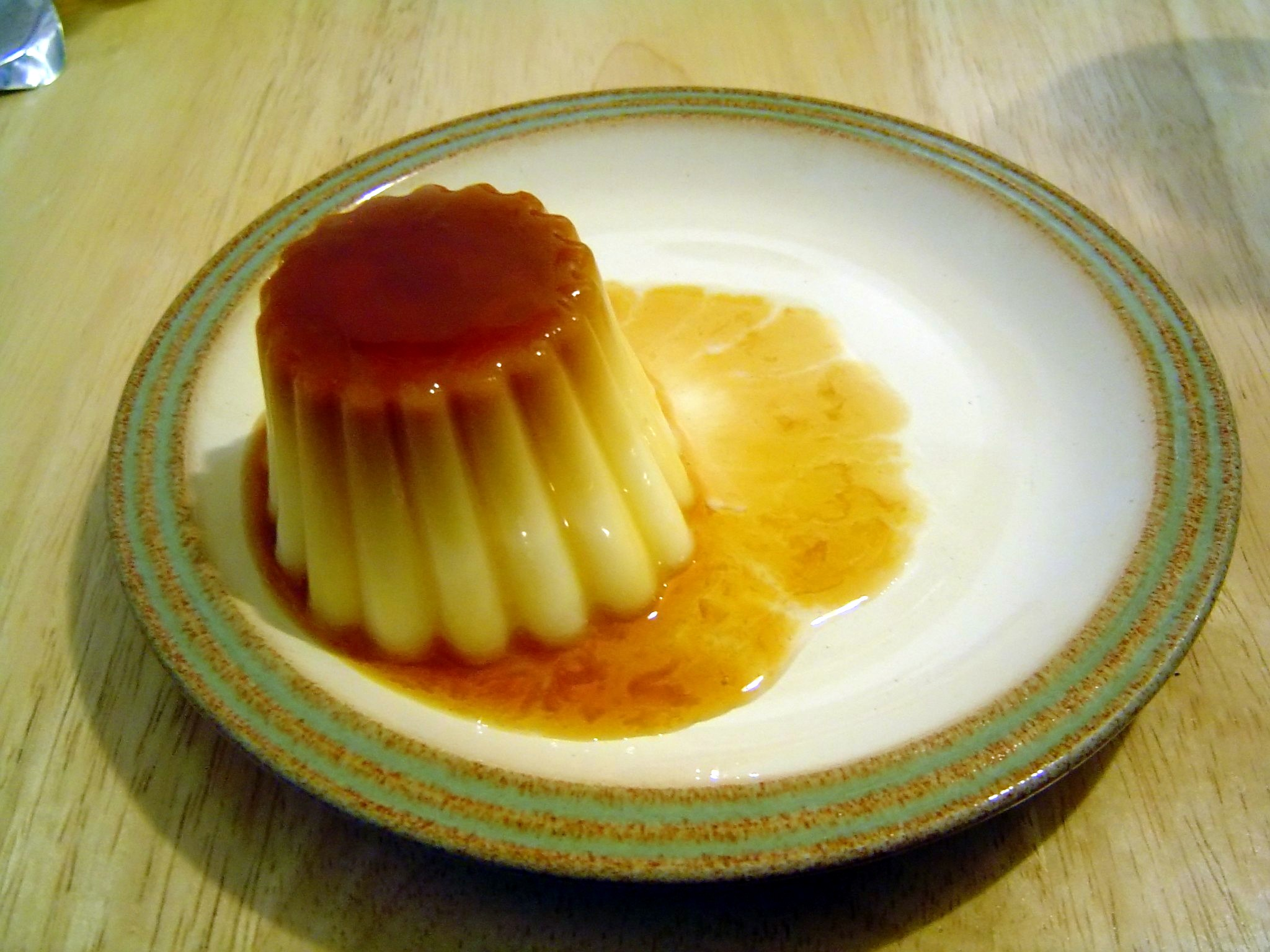
Pour démouler le flan, il faut retourner le pot de Flanby, retirer sa languette et le soulever.

Ingrédients listés par ordre d'importance
- Lait à 1,1 % de matières grasse (73 %)
- Sucre (8,3 %)
- Caramel (6 %) (sucre et glucose caramélisés, amidon modifié, épaississants : pectine, gomme xanthane E415, eau)
- Eau
- Sirop de glucose-fructose
- Amidon de maïs
- Lait écrémé en poudre
- Gélifiant : carraghénane (E407)
- Arôme
- Colorant : bétacarotène